# 藤本涼
藤本 涼（ふじもと りょう、1983年7月22日 - ）は、日本の俳優、モデル。グリーンメディア所属。

## 人物・エピソード
- サラリーマン経験を経て、モデル活動を開始。近年は、TV、映画と活動の場を広げている。

## 出演

### テレビドラマ
2011年
- 美咲ナンバーワン!! 第8話（日本テレビ） - クラブ店員 役
- BOSS season2 第10話・11話（フジテレビ） - 被害者 役
- 美男ですね 第3話（TBS） - 露天商 役

2012年
- 松本清張没後20年特別企画・市長死す（フジテレビ）

2014年
- 闇金ウシジマくん season2（MBS） - G10役 [1]
- 土曜ワイド劇場 逆転報道の女4（テレビ朝日） - ボーイ 役

2015年
- ドラマスペシャル 緊急取調室（テレビ朝日） - 植村肇 役

2017年
- 増山超能力師事務所 第3話（日本テレビ） - 川西彰浩 役

2019年
- 科捜研の女 Season19 第17話・第18話（テレビ朝日） - 阿部健 役

2022年
- 闇金ウシジマくん外伝 闇金サイハラさん（MBS） - G10 役

2023年
- ラストマン-全盲の捜査官- 第3話（TBS） - 本条海斗 役

### 映画
- ほしのふるまち（2011年） - 小沢先生 役
- BRAVE HEARTS 海猿（2012年）
- フローレンスは眠る（2016年） - 主演・牧羽剛 役[2]
- デイアンドナイト（2019年）
- 軍艦少年（2021年）

### 広告
- 「Levi's」WEBモデル（2006年）
- SONY「デジタルカメラ」台湾・マカオ（2011年）
- ニンテンドー3DS「ラブプラス」WEBモデル（2012年）
- 日産自動車

・リーフ
・エクストレイル(中国)
- 加美乃素坂本龍馬役
- menuWEBモデル

### 舞台
- 赤坂ACTシアター1周年公演「MISSING BOYs〜僕が僕であるために〜」（2009年4月18日 - 5月5日） - MB（＝Missing Boy） 役（主演） [3]
- 舞台『炎の蜃気楼昭和編 瑠璃燕ブルース』（2015年10月8日 - 13日、シアター1010） - 宮路良／安田長秀 役 [4]
- 舞台『炎の蜃気楼昭和編 夜叉衆ブギウギ』（2016年10月21日 - 30日、シアターサンモール） - 宮路良／安田長秀 役

### 雑誌
- 光文社「JJ」
- 光文社「Gainer」

### ショーモデル
- 「OMOTESANDOコレクション」（2010年）